# Село Кабанбай батыра
Кабанбай батыра (каз. Қабанбай батыр, до 2001 г. — Рождественка) — село в Целиноградском районе Акмолинской области Казахстана. Административный центр сельского округа Кабанбай батыра. Код КАТО — 116665100.

## География
Расположено на правом берегу реки Нура, в южной части района, на расстоянии примерно 36 километров (по прямой) к юго-востоку от административного центра района — села Акмол.
Абсолютная высота — 339 метров над уровнем моря.
Климат холодно-умеренный, с хорошей влажностью. Среднегодовая температура воздуха отрицательная и составляет около -4,3°С. Среднемесячная температура воздуха в июле достигает +20,5°С. Среднемесячная температура января составляет около -14,2°С. Среднегодовое количество осадков составляет около 400 мм. Основная часть осадков выпадает в период с июня по июль.
Ближайшие населённые пункты: село Рахымжана Кошкарбаева — на юге, село Кызылжар — на севере. 
Через село проходит автодорога республиканского значения — Р-3 «Астана — Темиртау».

## История
Село основано в 1895 году немецкими переселенцами с Поволжья и Северного Кавказа.
Возле села находится Национальный пантеон Казахстана.

## Население
В 1989 году население села составляло 4138 человек (из них немцы — 68%).

В 1999 году население села составляло 4212 человек (2071 мужчина и 2141 женщина). По данным переписи 2009 года в село проживал 5181 человек (2579 мужчин и 2602 женщины).
| Численность населения | Численность населения | Численность населения |
| 1989                  | 1999                  | 2009                  |
| --------------------- | --------------------- | --------------------- |
| 4138                  | ↗4212                 | ↗5181                 |